# FC West Armenia
Football Club West Armenia (Ֆուտբոլային Ակումբ Վեստ Արմենիա) is een Armeense voetbalclub uit de hoofdstad Jerevan.

## Geschiedenis
Op 13 juni 2019 werd FC West Armenia officieel opgericht in jerevan door Vahe Stepanyan. In het eerste jaar van oprichting nam West Armenia deel aan de Aradżin chumb. Het Mikastadion was de thuisbasis van West Armenia. Op 31 mei 2021 heeft de club aangekondigd dat ze vanwege financiële problemen niet meer zal deelnemen aan wedstrijden.
In juli 2022 kreeg de club een nieuwe licentie voor de Armeense 2e liga.

## Referentie's
1. ↑  (hy) Հայկական ևս մեկ ակումբ հայտարարեց Հայաստանի առաջնությանը չմասնակցելու մասին. armsport.am (31 mei 2021). Gearchiveerd op 20 september 2022. Geraadpleegd op 17 september 2022.

FA Alasjkert · 
Ararat Jerevan · 
FC Ararat-Armenia ·
BKMA ·
Gandzasar Kapan ·
FC Noah ·
FC Pjoenik Jerevan · 
Sjirak Gjoemri ·
FC Urartu ·
FC Van ·
FC West Armenia